# John Paul Tremblay
Pour les personnes ayant le même patronyme, voir Tremblay.
John-Paul Tremblay est un acteur et scénariste canadien né en 1968 à Halifax (Canada).

## Biographie
C'est un acteur qui s’est fait connaître grâce à la série canadienne Trailer Park Boys

## Filmographie

### comme acteur
- 1995 : The Cart Boy : Jason
- 1998 : One Last Shot : Julian
- 1999 : Trailer Park Boys : Julian
- 2002 : La Chevauchée de Virginia (Virginia's Run) : J.P.
- 2004 : A Hole in One : Moe
- 2004 : The Trailer Park Boys Christmas Special (TV) : Julian
- 2006 : 2006 East Coast Music Awards (TV) : Host
- 2006 : Trailer Park Boys: The Movie : Julian
- 2011 : Goon : Téléphoniste

### comme scénariste
- 1995 : The Cart Boy
- 1998 : One Last Shot
- 1999 : Trailer Park Boys